# Satellite extrasolare

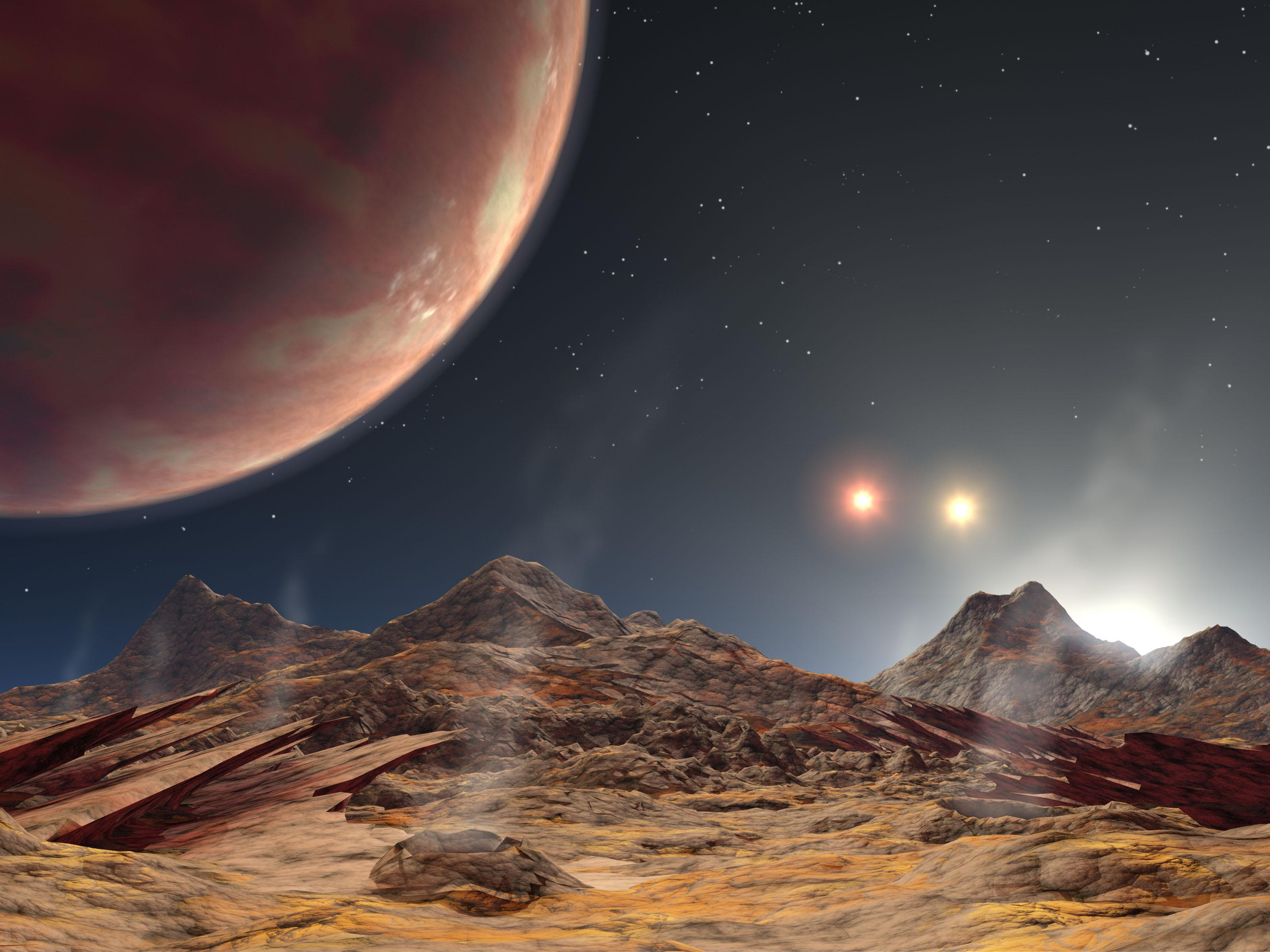
Rappresentazione artistica di un ipotetico satellite di HD 188753 Ab, il primo pianeta extrasolare scoperto all'interno di un sistema stellare multiplo a tre stelle (stella tripla)

Il termine satellite extrasolare (luna extrasolare o esoluna, quest'ultimo neologismo calcato sull'inglese exomoon) indica un oggetto celeste, estraneo al sistema solare, vincolato a orbitare nel sistema gravitazionale di un pianeta extrasolare (in altri termini, si tratta di un satellite naturale orbitante intorno a un pianeta di un sistema diverso da quello solare).
Nel dicembre 2013 è stata individuata una candidata esoluna in orbita attorno a un pianeta interstellare, MOA-2011-BLG-262, durante un fenomeno di microlensing. Tuttavia non è possibile confermare la scoperta ed esiste anche la possibilità che in realtà gli oggetti scoperti siano un pianeta e una debole stella nana rossa.
Nel luglio del 2017 è stata individuata una possibile candidata attorno al pianeta gigante gassoso che orbita attorno alla stella Kepler-1625. In quel caso si tratterebbe di una "luna gigante" delle dimensioni di Nettuno, in orbita attorno a un pianeta tre volte più massiccio di Giove.

## Interesse astronomico
L'interesse per tali oggetti è strettamente legato al filone della ricerca di ambienti adatti allo sviluppo della vita ed è stimolato dalle aspettative riposte, e dai progressi realizzati, nel campo della ricerca di pianeti vincolati a sistemi gravitazionali legati a stelle diverse dal Sole. Lo studio di tali oggetti ha fatto segnare significativi progressi, mentre altri ancora ne attendono i planetologi, dai risultati di missioni spaziali come quella del satellite artificiale COROT, promossa dall'Agenzia spaziale europea, da quelli del programma spaziale Kepler Space Mission della NASA e di altre missioni future.
Nonostante al 2018 nessuna esoluna sia stata ancora confermata, con le loro ridotte dimensioni rispetto ai pianeti a cui sono legate, e con la diversa composizione, rocciosa e non gassosa, potrebbero offrire condizioni ambientali più favorevoli allo sviluppo della vita extraterrestre, anche perché oltre che la radiazione proveniente dalla stella possono beneficiare anche di quella riflessa dal pianeta gigante.

## Tecniche di rilevamento

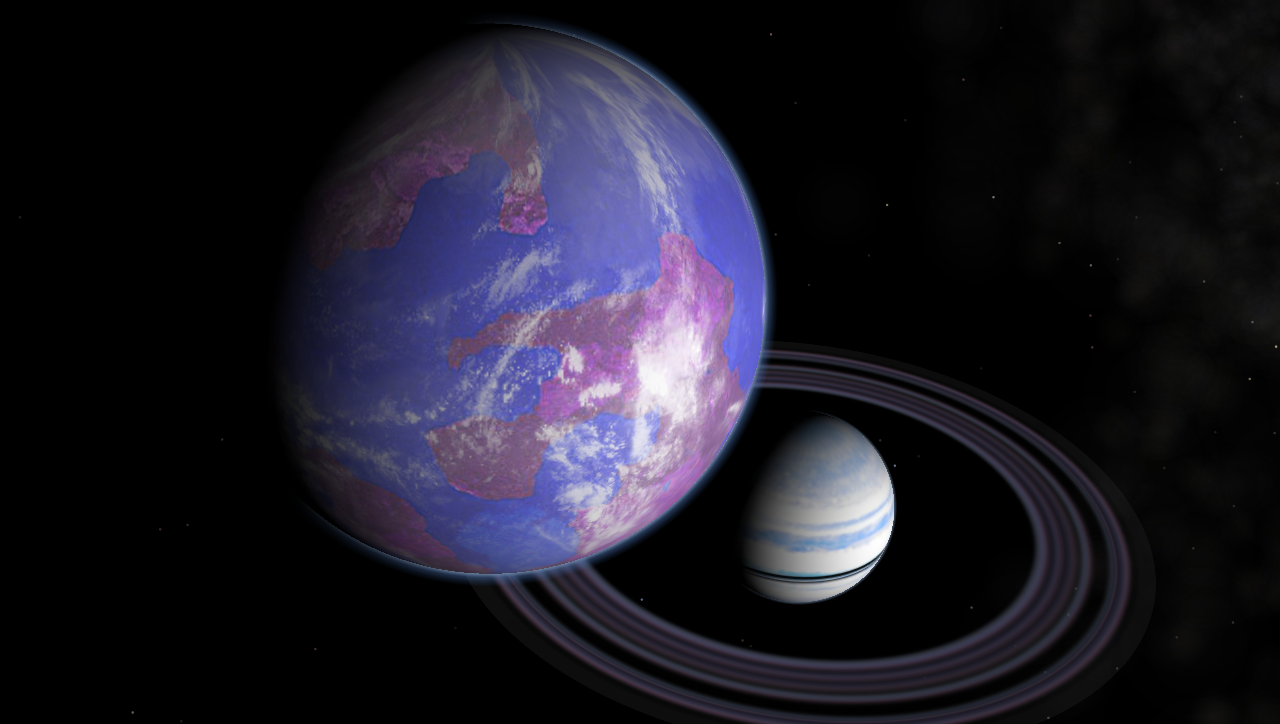
Rappresentazione artistica di un ipotetico satellite simile alla Terra attorno a un esopianeta simile a Saturno

L'esistenza di questi oggetti, per quanto ancora ipotetica, appare però probabile, almeno a giudicare da quanto succede nel sistema solare, dove i satelliti naturali di pianeti sono un fenomeno frequente. Ma la dimensione ridotta di questi ipotetici oggetti implica tuttavia delle severe limitazioni alla possibilità di una futura rilevazione, per la quale si rende necessaria la predisposizione di idonee tecniche. A questo proposito, sono in corso studi per adattare i metodi correntemente utilizzati per i pianeti.

### Osservazione diretta
L'osservazione diretta di una luna extrasolare si rivela un'impresa estremamente ardua, a causa del contrasto di luminosità tra gli oggetti e per via delle altissime risoluzioni angolari richieste.

### Metodo del transito
Quando un esopianeta si interpone tra la stella e il nostro punto di osservazione, si può osservare una lieve diminuzione della quantità di luce proveniente dalla stella. Questo effetto, noto anche come occultamento, è proporzionale al quadrato del raggio del pianeta (ovvero alla sua sezione geometrica). Il più piccolo oggetto mai scoperto con il metodo del transito, fino all'11 novembre 2008, è Gliese 436 b, la cui grandezza è prossima a quella di Nettuno. Se le esolune dovessero avere grandezze comparabili a quelle presenti nel nostro sistema solare, esse potrebbero essere fuori della portata perfino di un telescopio spaziale come quello della Kepler Space Mission.

### Spettroscopia Doppler del pianeta ospitante

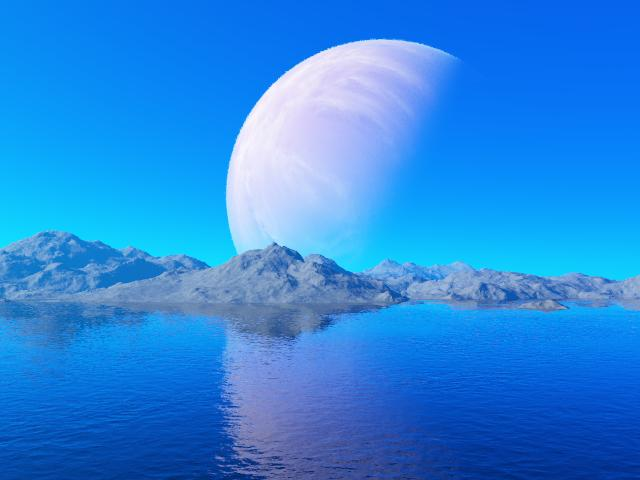
Rappresentazione artistica del cielo che potrebbe essere osservato dalla superficie di una luna abitabile in orbita intorno a un gigante gassoso

Lo spettro elettromagnetico degli esopianeti è stato parzialmente recuperato in vari casi, inclusi quelli di HD 189733 b e HD 209458 b. La misurazione di questi spettri è però affetta da rumore molto più di quanto non lo sia la qualità delle misure degli spettri stellari. Di conseguenza, la risoluzione spettrale, e il numero delle caratteristiche spettrali rilevate, sono molto più basse del livello richiesto per l'esecuzione di rilevazioni di spettroscopia doppler dell'esopianeta.

## Variazioni temporali nelle emissioni di una pulsar
Nel 2008, Lewis, Sackett e Mardling della Monash University, in Australia, hanno proposto di usare l'osservazione degli intervalli di emissione di una pulsar per trovare i satelliti dei pianeti delle pulsar. Gli autori hanno applicato il loro metodo al caso di PSR B1620-26 b trovando che un'eventuale luna stabile orbitante intorno a questo pianeta potrebbe essere rilevata, se la distanza che la separa dal pianeta è almeno 1/50 di quella dell'orbita del pianeta attorno alla pulsar, e se la sua massa è almeno il 5% di quella del pianeta.

### Effetti sul tempo di transito
Alcune aspettative sono riposte nella possibilità di adeguare allo scopo il sistema tachigrafico già in uso per la ricerca degli esopianeti. Quest'ultimo consiste, come noto, nella misurazione della periodicità dei tempi di transito astronomico del corpo planetario sulla superficie luminosa della stella, dedotti a loro volta, ipoteticamente, dalle variazioni periodiche di luminosità apparente del corpo stellare osservato.
L'astronomo David M. Kipping, dell'University College di Londra, ha proposto un adattamento del metodo, passante attraverso la misurazione delle anomalie orbitali: la presenza di un satellite rotante intorno al pianeta sarebbe causa di piccole variazioni nella velocità e nella traiettoria del pianeta. La misurazione di queste piccole anomalie, secondo lo studio proposto da Kipping, è già attualmente alla portata dei ricercatori, in modo da rendere possibile l'individuazione di "esolune" di grandezza comparabile a quella di Titano, satellite naturale di Saturno. Il primo dei parametri rilevanti per la ricerca, deducibile dalle misure del tempo di transito, è individuato da Kipping nel TTV (sigla di Transit Time Variation), e consiste nella misura della variazione del tempo di transito, da imputare alla presenza di un satellite rotante intorno al pianeta. Il TTV, modificato per tener conto degli effetti dell'eccentricità orbitale, non è in grado di individuare la frequenza orbitale, ma solo un gruppo di armoniche: nel modello matematico descritto da Kipping, il TTV risulta proporzionale al prodotto tra la massa della esoluna e il semiasse maggiore dell'orbita del satellite.
Per disaccoppiare i due osservabili, Kipping ha introdotto un secondo parametro, il TDV (Transit Duration Variation - variazione di durata del transito).
In uno studio del 2009 Kipping, Fossey e Campanella predicono che Kepler abbia la sensibilità giusta per scoprire esolune che si trovino nella cosiddetta zona abitabile, ovvero nella fascia orbitale in grado di garantire condizioni che permettano lo sviluppo della vita. Si ritiene che nel campo di vista di Kepler potrebbero essere sondate circa 25 000 stelle nelle cui zone abitabili sarebbero rilevabili esolune di dimensioni minime fino a 0,2 masse terrestri.

## Osservazioni
Un possibile satellite naturale extrasolare è Kepler-1625 b I, che orbiterebbe attorno all'esopianeta Kepler-1625 b (il quale è a sua volta in orbita attorno alla stella Kepler-1625).
Un articolo pubblicato su Nature nel gennaio 2022 annuncia la scoperta di un'altra possibile candidata esoluna, Kepler-1708 b-i. Di dimensioni considerevoli, con un raggio 2,6 volte quello terrestre, orbita attorno al gigante gassoso Kepler-1708 b, di dimensioni simili a quelle di Giove, a sua volta in orbita attorno alla stella nana gialla Kepler-1708 a una distanza di 1,6 UA, all'interno quindi della zona abitabile.